# منتخب غواتيمالا لكرة قدم الصالات
منتخب غواتيمالا لكرة قدم الصالات (بالإسبانية: Selección de fútbol sala de Guatemala) هو ممثل غواتيمالا الرسمي في المنافسات الدولية في كرة الصالات .